# Креолизация
Креолиза́ция — это процесс впитывания ценностей другой культуры. Противоположное понятие — гомогенизация (усреднение).
Культуры подвергаются креолизации вследствие слияния разрозненных элементов, которые являются одновременно неоднородными и свойственными этой среде.
В лингвистике термин креолизация обозначает создание в результате взаимодействия двух или нескольких языков нового языка, смешанного по лексике и грамматике. В процессе креолизации, подвергаясь контактам с другими языками, язык постепенно упрощается.